# Ipavec
Ipavec je priimek v Sloveniji, ki ga je po podatkih Statističnega urada Republike Slovenije na dan 1. januarja 2010 uporabljalo 467 oseb.

## Pomembni nosilci priimka
- Aleksander Ipavec, klasični harmonikar
- Aleš Ipavec, ekonomist, finančnik (predsednik uprave Ljubljanske borze)
- Alojz Ipavec (1815—1849), zdravnik in skladatelj
- Andrej Ipavec (1880—1924), profesor, šolnik?
- Avgust Ipavec (1940—2023), slovensko-avstrijski duhovnik in skladatelj
- Benjamin Ipavec (1829—1908), zdravnik in skladatelj
- Benjamin Karel Ipavec (1878—1962), zdravnik ginekolog
- Borut Ipavec,
- Charles F. Ipavec (1921—2012), ameriško-slovenski pravnik
- Franc Ipavec (1776—1858), zdravnik
- Gustav Ipavec (1831—1908), zdravnik in skladatelj
- Josip Ipavec (1873—1921), zdravnik in skladatelj
- Jože (Josip) Ipavec/Jožef/Josip Karol Gustav Ipavic (1910—1998), slikar, scenograf HNK v Zagrebu
- Jože Ipavec, boksar
- Jože Ipavec (*1950), duhovnik
- Jurij Ipavec (18. stoletje), zdravnik kirurg
- Karolina Uršula Marija Ipavec
- Luka Ipavec, trobentar
- Maks Ipavec (*1951), duhovnik, dekan
- Maksimilijan Ipavec, zdravnik v Laškem
- Marko Franc Ipavec, pravnik, sreski načelnik v Mariboru, banski svetnik
- Matej Ipavec, kineziolog
- Matija Ipavec, kirurg v Celju, oče Benjamina
- Miran Ipavec (*1959), župan Kanala ob Soči, štopar
- Patrik Ipavec, nogometaš
- Rajko Ipavec, šolnik
- Stanko (Stanislav) Ipavec (*1927), duhovnik
- Vesna Mia Ipavec (*1975), etnologinja - UNG
- Vojeslav Ipavec (1890—1972), učitelj in lutkar v Mariboru